# Werner Naumann (Pädagoge)
Werner Naumann (* 24. März 1935 in Dessau) ist ein deutscher Erziehungswissenschaftler, der in der DDR eine maßgebliche Didaktik für die Lehrerausbildung verfasst hat. Der Koautor war der estnische Pädagoge Heino Liimets (1928–1989).

## Leben
Naumann stammt aus einer Arbeiterfamilie und arbeitete nach seinem Studium der Geschichte und der Pädagogik an der Universität Leipzig seit 1962 als wissenschaftlicher Assistent bzw. Oberassistent am dortigen Institut für Erwachsenenbildung, gegründet von Herbert Schaller. Dadurch war er in der Hochschuldidaktik qualifiziert. Seine Dissertation behandelte didaktische Fragen zur Schulung von Landwirten.
Ab 1969 lehrte er Allgemeine Pädagogik und Didaktik an der Pädagogischen Hochschule Güstrow sowie ab 1991 der Universität Rostock. Nach der Entlassung leitete er von 1992 bis 1996 die Sozialakademie Mecklenburg-Vorpommern in Güstrow und war anschließend noch als Honorarlehrkraft tätig. Er ist Autor zahlreicher wissenschaftlicher Artikel sowie pädagogischer Lehrbücher und Mitglied der Leibniz-Sozietät der Wissenschaften zu Berlin.

## Schriften
- Über die Kategorien Inhalt und Methode in der Pädagogik, in: Deutsche Zeitschrift für Philosophie 22/4 (1974), doi:10.1524/dzph.1974.22.4.443
- mit Heino Liimets: Didaktik einer Unterrichtstheorie für die Mittel- u. Oberstufe, Berlin 1982 u. ö.
- Erwachsenenpädagogik in der Erziehungswissenschaft im 20. Jahrhundert (Gesellschaft und Erziehung 14), Peter Lang 2015, ISBN 978-3631659144
- Sozialpädagogik. Umriss einer erziehungswissenschaftlichen Disziplin und Prinzipien ihrer praktischen Anwendung, 5. Aufl., Berlin 2020, ISBN 978-3832520687